# Tony Gonzalez
Anthony David „Tony“ Gonzalez (* 27. Februar 1976 in Torrance, Kalifornien) ist ein ehemaliger US-amerikanischer American-Football-Spieler auf der Position des Tight Ends. Er spielte zwölf Jahre für die Kansas City Chiefs und fünf Jahre für die Atlanta Falcons in der National Football League (NFL). Er hält diverse Rekorde für Tight Ends, wurde 14 mal in den Pro Bowl gewählt und gilt als einer der besten Tight Ends aller Zeiten. In seiner siebzehnjährigen Karriere verpasste er verletzungsbedingt nur zwei Spiele und gilt mit sechs Fumbles bei 1.145 gefangenen Pässen als einer der sichersten Passfänger in der Geschichte der NFL.
Tony Gonzalez ist Mitglied in der Pro Football Hall of Fame.

## Karriere
„Gonzo“, wie Gonzalez’ Spitzname lautet, war als Kind weder sportlich noch besonders selbstbewusst. Doch nachdem er einen Schulbully in die Schranken wies, der ihn mobbte, entdeckte er seine Liebe zu Basketball, und wurde von seinem älteren Bruder Chris fürs American Football begeistert. An der heimischen Huntington Beach High School erzielte er im Basketball 17 Punkte pro Spiel, auffälliger waren aber seine 68 Tackles und 800 Yards Raumgewinn, die er als Linebacker und Tight End des Football-Teams schaffte. An der University of California wurde er bald der startende Tight End der Footballmannschaft, den Golden Bears. Gonzalez bestach durch seine Schnelligkeit, Fangsicherheit und Qualitäten als Blocker, durch die er ins Blickfeld interessierter NFL-Teams rückte. Als Mitglied der Basketballmannschaft spielte er gemeinsam mit dem späteren NBA-All-Star Shareef Abdur-Rahim.
Gonzalez wurde im NFL Draft 1997 von den Kansas City Chiefs als 13. Spieler ausgewählt, wo er in ein Team kam, welches von Marty Schottenheimer trainiert wurde und sich durch eine harte Defense um die Linebacker Derrick Thomas und Dale Carter auszeichnete. In seinem Rookie-Jahr spielte er als Reservist in allen 16 Saisonspielen und schaffte auf Anhieb 368 Yards Raumgewinn und zwei Touchdowns. Die Chiefs gewannen 13 Saisonspiele, schieden aber gegen die Denver Broncos in der 1. Runde der Play-offs aus. In seinem zweiten Jahr (1999) spielte sich Gonzalez ins Stammteam und steigerte sich auf 621 Yards (ebenfalls zwei Touchdowns), bis er 2000 endgültig mit 849 Yards Raumgewinn und elf Touchdowns durchbrach und zum ersten Mal als Starter in den Pro Bowl gewählt wurde. Im Folgejahr schaffte er sogar 1.203 Yards Raumgewinn und fing 93 Würfe (engl.: „Receptions“). Gonzalez etablierte sich als einer der besten Tight Ends der NFL und wurde stets in den Pro Bowl gewählt, allerdings verpassten die Chiefs auch stets die Play-offs. Gründe hierfür waren die mäßige Offense und der tragische Unfalltod von Thomas (2000).
2003 fing Gonzalez Pässe für 916 Yards und zehn Touchdowns und führte die Chiefs in die Play-offs, wo sie allerdings wieder in der 1. Runde gegen die Indianapolis Colts ausschieden. 2004 hatte er sein statistisch bestes Jahr, in dem er 1.258 Yards Raumgewinn erzielte und 102 Würfe fing. Hiermit brach er den Rekord für Tight Ends. 2005 und 2006 war er jeweils für 900 und 903 Yards gut und wurde abermals in den Pro Bowl gewählt, die Chiefs gewannen in dieser Zeit aber kaum die Hälfte ihrer Spiele. 2007 und 2008 verliefen für Gonzalez herausragend, denn er schaffte 1.172 und 1.058 Yards Raumgewinn bei 99 und 96 Receptions – die Chiefs gewannen dabei aber nur vier bzw. zwei Saisonspiele.
Gonzalez wechselte 2008 zu den Atlanta Falcons. Beim Team von Mike Smith wurde er seltener angespielt. Auch wegen einer hartnäckigen Fußverletzung spielte er statistisch nicht mehr so auffällig (2009 und 2010: 867 und 656 Yards Raumgewinn), erreichte aber 2010 wieder die Play-offs, in denen die Falcons aber in der 1. Runde an den Green Bay Packers scheiterten. Nach der NFL-Saison 2013 beendete er seine Karriere.

## Rekorde
Zum Zeitpunkt seines Rücktrittes hielt Gonzalez diverse Rekorde für Tight Ends in der NFL:
- Erster Tight End mit mehr als 100 Touchdowns (111)
- Erster Tight End mit mehr als 15.000 Yards Raumgewinn (15.127)
- Erster Tight End mit mehr als 1.000 Receptions in seiner Karriere (1.325)
- Erster Tight End mit vier Saisons mit mehr als 1.000 Yards Raumgewinn
- Erster Tight End mit 100 gefangenen Würfen in einer Saison (102, Saison 2004)
- Erster Tight End mit 14 Pro-Bowl-Spielen

## Spielweise
Gonzalez galt als Tight End, der sowohl ein effektiver Blocker als auch ein fangsicherer Receiver ist. Gelobt wurden seine gute Fußarbeit und seine sicheren Hände, mit denen er fähig war, selbst in enger Manndeckung Pässe zu fangen. Sowohl nach Raumgewinn, Receptions, Touchdowns und Pro-Bowl-Nominierungen ist Gonzalez der statistisch beste Tight End der NFL-Geschichte. Gemeinsam mit Kellen Winslow gilt er als einer der besten Tight Ends aller Zeiten.

## Privatleben
Gonzalez lebt mit seiner Lebensgefährtin October zusammen, und gemeinsam haben sie zwei Kinder. Aus einer früheren Beziehung hat er ein weiteres Kind.
Gonzalez und sein älterer Bruder Chris wurden von seiner alleinerziehenden Mutter Judy erzogen. Der multiethnische Gonzalez hat Wurzeln aus Kap Verde, der Name seines kapverdischen Ahns war „Goncals“.